# Erinocarpus nimmonii
Erinocarpus nimmonii är en malvaväxtart som beskrevs av Joseph Nimmo och J. Grah.. Erinocarpus nimmonii ingår i släktet Erinocarpus och familjen malvaväxter. Inga underarter finns listade i Catalogue of Life.